# Galerella (grzyby)
Galerella Earle – rodzaj grzybów z rodziny gnojankowatych (Bolbitiaceae). W Polsce występują 2 gatunki: Galerella conocephala i Galerella plicatella.

## Systematyka i nazewnictwo
Pozycja w klasyfikacji według Index Fungorum: Bolbitiaceae, Agaricales, Agaricomycetidae, Agaricomycetes, Agaricomycotina, Basidiomycota, Fungi.
Takson utworzył w 1909 roku Franklin Sumner Earle. Jego gatunkiem typowym jest Galera coprinoides Sacc.
Gatunki:
- Galerella conocephala (Bull.) Bon 1991 – tzw. gnojanka stożkowata (stożkówka stożkowata)
- Galerella coprinoides (Sacc.) Earle 1909
- Galerella fibrillosa Hauskn. 2002
- Galerella floriformis Hauskn. 2003
- Galerella microphues (Berk. & Broome) Pegler 1986
- Galerella nigeriensis Tkalčec, Mešić & Čerkez 2011
- Galerella plicatella (Peck) Singer 1951 – tzw. stożkówka pofałdowana
- Galerella plicatelloides Sarwal & Locq. 1983

Nazwy naukowe na podstawie Index Fungorum.